# Gutxo brut
El gutxo brut o ullot (Centrophorus granulosus) és una espècie de tauró que es troba al nord del Golf de Mèxic, l'Atlàntic oriental (des de França fins a la República Democràtica del Congo), el Mediterrani occidental i a les costes de Madagascar, Aldabra i Honshū.

## Descripció
- Cos subcilíndric amb el musell més aviat cònic.
- Sense aleta anal ni membrana nictitant.
- Amb dues aletes dorsals dotades d'espines.
- Les aletes pectorals es perllonguen cap enrere amb un llarg filament.
- Té cinc parells de fenedures branquials.
- Color bru fosc uniforme amb el ventre clar.
- Presenta uns denticles dèrmics quadrangulars visibles al primer cop d'ull.
- La seua longitud màxima és de 150 cm.

## Hàbitat
Típic animal de fondària. Viu a la zona del talús continental en fons durs entre 100 i 1.400 m i habitualment als 200 m de profunditat. Pot formar petits grups.

## Alimentació
Menja cefalòpodes, crustacis i peixos com el lluç, el moll reial, el dimoni i la lluerna.

## Reproducció
És ovovivípar aplacentari. Els petits quan neixen fan entre 30 i 42 cm de longitud.

## Aprofitament
No té cap tipus d'interès econòmic, tot i que la carn és bona i el fetge conté una elevada quantitat de triterpens. Es pesca amb palangre de fondària.